# جافات البطن
جافات البطن أو ضفادع ذات البطن اللحمي (الاسم العلمي: Craugastoridae)، فصيلة ضفادع مُطَّرِدَةٌ النمو من العالم الجديد. تحتوي الفصيلة على 850 نوعًا. أعطانها من جنوب الولايات المتحدة جنوبًا إلى أمريكا الوسطى وأمريكا الجنوبية.